# Kanton Saint-Béat
Saint-Béat is een voormalig kanton van het Franse departement Haute-Garonne. Het kanton maakte deel uit van het arrondissement Saint-Gaudens. Het werd opgeheven bij decreet van 13 februari 2014 met uitwerking op 22 maart 2015.

## Gemeenten
Het kanton Saint-Béat omvatte de volgende gemeenten:
- Argut-Dessous
- Arlos
- Bachos
- Baren
- Bezins-Garraux
- Binos
- Boutx
- Burgalays
- Cazaux-Layrisse
- Chaum
- Cierp-Gaud
- Esténos
- Eup
- Fos
- Fronsac
- Guran
- Lège
- Lez
- Marignac
- Melles
- Saint-Béat (hoofdplaats)
- Signac